# 1300 в Україні

## Події
- Ногай розбитий у вирішальній битві з ханом Токтою, яка відбулася десь у низов'ї Південного Бугу чи Дністра у місцевості Куканлик. У цій битві Ногай загинув. Його улус було передано молодшому братові Токти — Сарай-Бука, причому Крим було передано іншому Чингізиду.

## Засновані, зведені
- Борщів (Баришівський район)
- Воробіївка (Білогірський район)
- Залокоть
- Кізлів
- Либохора (Сколівський район)
- Майдан-Гологірський
- Стріхівці